# Martín Tierno
Martín Tierno Fernández (n. Durazno, 6 de julio de 1968) es un político uruguayo que pertenece al Movimiento de Participación Popular (MPP), Frente Amplio. Se desempeñó como  Representante Nacional durante 3 periodos. En la Cámara de Representantes integro la Comisión de Transporte, Comunicaciones y Obras Públicas.

## Biografía
Martín Tierno nació el 6 de julio de 1968 en Durazno. Concurrió a la escuela n.º 2 de esta ciudad. En el año 1979 se trasladó, junto a su familia, a Montevideo. Allí terminó su educación primaria en la escuela Haití. Luego, cursó el ciclo básico de Secundaria en el Liceo n.º 5 y el bachillerato en el Instituto Alfredo Vásquez Acevedo (IAVA). Es padre de tres hijos varones y una niña, Valentina.

## Trayectoria política
Participó en los inicios del MPP (1989), pero no fue hasta el 2001 que se integró activamente a la organización. En las elecciones departamentales de 2004, encabezó la lista 609 de candidatos a ediles, por la cual resultó elegido. Se desempeñó en la Junta Departamental durante el período 2005-2010. En las elecciones nacionales de 2009 fue elegido diputado por el MPP-FA para el periodo 2010-2015. En el año 2010 fue candidato a la Intendencia de Durazno por el Frente Amplio, si bien no resultó elegido, en dicha elección recogió el 64 % de los votos frenteamplistas. Durante el 2012 presidió la Comisión de Legislación del Trabajo de la Cámara de Representantes. Durante 2013 fue el coordinador de la Bancada de Diputados del Espacio 609, la más numerosa del Partido de Gobierno. En abril de 2014 el Movimiento de Participación Popular le propone encabezar su lista departamental, con la cual sale reelecto como diputado, convirtiéndose en el primer frenteamplista en repetir la diputación por el departamento de Durazno. En febrero de 2015 el Frente Amplio lo proclamó candidato a la Intendencia de Durazno para las elecciones de mayo junto a la Dra. María Bocchiardo.

## Actividad social y sindical
En el año 1986 ingresó a la empresa estatal de telecomunicaciones (ANTEL), donde trabajó hasta 2010, cuando renunció para asumir su banca en la Cámara de Diputados. En el período en que trabajó en ANTEL sostuvo una activa militancia sindical. Integró la dirección de su sindicato (SUTEL) durante el periodo 2000-2005. Representó al Plenario Departamental de Durazno en la Mesa Representativa del PIT-CNT, en 2003 y 2004.

## Actualidad
Actualmente se desempeña como diputado por el Departamento de Durazno. Integra la Comisión de Transporte, Comunicación y Obras Públicas y la Comisión Especial de Tenencia Responsable y Bienestar Animal.
Durante 2107 presidirá la Comisión de Transporte, Comunicación y Obras Públicas de la Cámara de Representantes.